# Sorlaat Partiiat
Die Sorlaat Partiiat (grönländisch für „Partei der Wurzeln“) war eine politische Partei in Grönland.

## Geschichte
Die Sorlaat Partiiat wurde von Nikoline Ziemer am 15. März 2008 gegründet. Als Grund gab sie ihre Unzufriedenheit mit der Wirtschaftspolitik der Regierung an. Sie kandidierte bei der Parlamentswahl 2009, allerdings mit Nikoline Ziemer als einziger Kandidatin. Die Partei erhielt 383 Stimmen und verpasste somit den Einzug ins Parlament. Die Parteivorsitzende schloss nach der Wahl noch eine Auflösung der Partei aus, wechselte im August 2010 jedoch selbst zur linken Inuit Ataqatigiit und löste die Partei am 6. August auf.

## Politische Ausrichtung
Die Partei definierte sich als internationalorientierte Zentrumspartei, die sich für eine liberalere Wirtschaftspolitik, aber auch mehr Selbstständigkeit von Dänemark einsetzte.

## Parteivorsitzende
- 2008–2010: Nikoline Ziemer

## Wahlergebnisse

### Parlamentswahlen
| Wahl | Stimmen | Stimmenanteil | Sitze  | Platz | Folge                        |
| ---- | ------- | ------------- | ------ | ----- | ---------------------------- |
| 2009 | 383     | 1,3 %         | 0 / 31 | 6     | nicht im Parlament vertreten |